# Newsies
Newsies è un musical con musiche di Alan Menken, testi di Jack Feldman e libretto di Harvey Fierstein, basato sul film di Kenny Ortega Gli strilloni. Il musical, prodotto dalla Disney, ha debuttato a Broadway nel 2012 ed è rimasto in scena per 1004 repliche, fino al 24 agosto 2014. Il musical è stato candidato a 8 Tony Award (tra cui miglior musical), vincendone due: migliore colonna sonora originale e migliori coreografie.

## Trama
Atto I
New York, 1899. Alle prime luci dell'alba, il giovane strillone Jack Kelly racconta al suo amico Crutchie (che cammina con una stampella) il suo sogno di lasciare New York per trasferirsi a Santa Fe ("Santa Fe (Prologue)"). Jack vive insieme agli altri strilloni, molti dei quali sono orfani e senza casa. Al sorgere del sole, gli strilloni si alzano e si preparano per una nuova giornata di lavoro ("Carrying the Banner"). Mentre è in fila per comprare le copie del giornale da vendere, Jack incontra Davey e il suo fratellino Les. A differenza degli altri strilloni, Davey e Les hanno una casa e una famiglia; hanno iniziato a lavorare dopo che il loro padre, in seguito a un incidente sul lavoro, è stato licenziato. Intuendo che Les potrebbe aiutarlo a vendere molti più giornali, Jack si offre di aiutarli. Nel frattempo, Joseph Pulitzer, editore del giornale New York World, aumenta il costo del giornale per gli strilloni per sbaragliare la concorrenza ("The Bottom Line"). Più tardi, Jack, Davey e Les vengono inseguiti dal corrotto Snyder, che gestisce Il Rifugio, un centro di detenzione giovanile. I ragazzi si nascondono nel teatro di proprietà di Medda Larkin, un'amica di Jack, per la quale il giovane dipinge regolarmente dei fondali. Jack rifiuta di spiegare a Davey il motivo per cui Snyder lo stesse inseguendo, e i tre ragazzi assistono alla performance di Medda ("That's Rich"). Durante lo spettacolo, Jack nota fra il pubblico una giovane reporter, Katherine Plumber. Jack cerca di flirtare con lei, ma la ragazza lo respinge. Mentre la ritrae in un disegno, Jack riflette sui sentimenti che sta cominciando a provare per lei, mentre lo spettacolo continua ("Don’t Come A-Knocking"/"I Never Planned on You"). La mattina seguente, Jack e gli strilloni vengono a conoscenza del fatto che il prezzo del giornale è salito a 60 centesimi per 100 copie. Indignato, Jack organizza una protesta ("The World Will Know"). Katherine, ispirata dal suo carisma e dalle sue abilità artistiche, vede lo sciopero degli strilloni come un'opportunità per poter essere presa sul serio come giornalista, e decide di seguire la protesta ("Watch What Happens"). Il giorno dopo, Jack fatica a motivare gli strilloni, non essendo sempre molto bravo con le parole, ma Davey si fa avanti e incoraggia i ragazzi a intraprendere uno sciopero in piena regola contro il New York World ("Seize the Day"). La protesta viene però presto sedata, con la forza, da polizia e crumiri. Nel mezzo della confusione, Crutchie viene malmenato, arrestato e portato al Rifugio. Sconvolto dal fallimento della protesta e dalla cattura di Crutchie, Jack giura che presto lascerà New York per sempre ("Santa Fe").
Atto II
La mattina seguente, Katherine va a trovare i demoralizzati strilloni al Jacobi's Deli e li tira su di morale mostrando loro il suo articolo sullo sciopero, sulla prima pagina del New York Sun. Elettrizzati, i ragazzi festeggiano la prima pagina e immaginano come ci si senta ad essere famosi ("King of New York"). Nel frattempo, Crutchie scrive una lettera a Jack, riflettendo sulla sua esperienza al Rifugio ("Letter from the Refuge"). Più tardi, Davey, Katherine, e Les trovano Jack, nascosto nei sotterranei del teatro di Medda a dipingere un fondale di Santa Fe. Davey e Katherine cercano di pianificare la prossima mossa, ma Jack si rifiuta di mettere di nuovo in pericolo gli strilloni. Davey allora gli ricorda che dovranno correre dei rischi per liberare Crutchie, e riesce a convincerlo ("Watch What Happens (Reprise)"). Alla sede del World, Pulitzer parla con Snyder a proposito di Jack mentre Katherine ascolta: Snyder svela che Jack è in realtà un criminale evaso, originariamente detenuto per aver rubato cibo e vestiti. Jack arriva e affronta Pulitzer, il quale, durante la loro conversazione, rivela che Katherine è sua figlia. La ragazza, nascosta nella stanza, esce allo scoperto e cerca di scusarsi con Jack per non averglielo detto prima, ma lui rifiuta di ascoltarla, prima di essere portato da Snyder nello scantinato dell'edificio. Pulitzer offre a Jack un compromesso: se lo sciopero verrà revocato, le accuse a suo carico saranno ritirate e gli verrà dato il denaro necessario per andare a Santa Fe, altrimenti lui e tutti gli strilloni finiranno al Rifugio ("The Bottom Line (Reprise)"). Intanto, Spot Conlon, capo degli strilloni di Brooklyn, arriva con i rinforzi per unirsi alla protesta ("Brooklyn's Here"). Jack riunisce gli strilloni ma, non volendo facendo correre loro altri rischi, a malincuore suggerisce di accettare l'offerta di Pulitzer. Davey e gli altri ragazzi sono scioccati dalla proposta di Jack, e gli voltano le spalle. Più tardi, Jack incontra di nuovo Katherine; la ragazza gli dice che, nonostante il suo cognome, è sempre stata dalla parte sua e degli strilloni. Katherine lo rimprovera anche di non averle detto di essere stato rinchiuso al Rifugio per furto; tuttavia, dopo aver visto uno dei disegni di Jack in cui vengono rappresentati gli abusi condotti lì, Katherine si rende conto che Jack aveva rubato cibo e vestiti per gli altri ragazzi detenuti. I due riconoscono di avere qualcosa in cui credere, visto che credono l'uno nell'altra, e si baciano ("Something to Believe In"). Jack e Katherine si uniscono agli altri strilloni per stampare il loro giornale, che determinerà l'esito dello sciopero ("Once and for All"). Il giornale degli strilloni viene distribuito in tutta New York e mandato al Governatore Theodore Roosevelt, che sostiene in pieno la causa dei giovani lavoratori. Sconfitto, Pulitzer fa un altro compromesso con Jack: il giovane propone a Pulitzer di riacquistare tutte le copie invendute, facendolo quindi apparire più generoso e incoraggiando più strilloni a vendere giornali per lui. Pulitzer è inizialmente restio, ma alla fine accetta. Crutchie viene rilasciato, Snyder viene arrestato, il Rifugio chiuso e lo sciopero giunge al termine. Pulitzer offre a Jack un lavoro come vignettista, ma Jack inizialmente rifiuta. Jack si prepara a dire addio a Katherine prima di partire per Santa Fe, ma la ragazza si dice pronta a seguirlo ovunque andrà. I due si baciano, e Jack decide di rimanere a lavorare con gli strilloni oltre che come vignettista ("Finale").

## Numeri musicali
Atto I
- "Overture" – Orchestra
- "Santa Fe (Prologue)" – Jack e Gruccia
- "Carrying the Banner" – Jack, strilloni, suore
- "The Bottom Line" – Pulitzer, Seitz, Bunsen, Hannah
- "That's Rich" – Medda
- "I Never Planned on You/Don't Come A-Knocking" / "I Never Planned on You" – Jack, Katherine
- "The World Will Know" – Jack, Davey, Les e strilloni
- "The World Will Know" (Reprise) – Jack, Davey, Les e strilloni
- "Watch What Happens" – Katherine
- "Seize the Day" – Davey, Jack, Les e strilloni
- "Santa Fe" – Jack

Atto II
- "King of New York" – Davey, Les, Katherine e strilloni
- "Letter from the Refuge" - Crutchie (scritta per il tour)
- "Watch What Happens" (Reprise) – Jack, Davey, Katherine e Les
- "The Bottom Line" (Reprise) – Pulitzer, Seitz e Sindaco
- "Brooklyn's Here" – Spot Conlon e strilloni
- "Something to Believe In" – Jack e Katherine
- "Seize the Day" (Reprise) –  strilloni
- "Once and for All" – Jack, Davey, Les, Katherine, Darcy, Bill e strilloni
- "Seize the Day" (Reprise) – Davey e strilloni
- "Finale" – Cast

## Produzione italiana
Il musical debutta in Italia al Teatro Nazionale di Milano rimanendo in programmazione dal 31 ottobre al 27 dicembre. Il 5 novembre 2015 è inaugurata la prima ufficiale. Durante la prima sono presenti il paroliere Jack Feldman e gli sceneggiatori Bob Tzudiker e Noni White, che mostrano evidente commozione per la realizzazione e riuscita italiana.
La regia italiana è affidata a Federico Bellone. 
Nei ruoli principali vi sono: Flavio Gismondi (Jack Kelly), Giulia Fabbri (Katherine), Andrea Fazio (Gruccia), Giovanni Abbracciavento (Razzo). 
Atto I
- "Santa Fe" – Jack, Gruccia
- "Alla grande” – strilloni
- "Ci guadagnerò" – Joseph Pulitzer
- "Macché"  – Edda
- "Non voglio rivederti più" / "Tutto è cambiato con te" – Jack, Katherine
- "La città vedrà" – Jack, Davey, Les e strilloni
- "La città vedrà" (Ripresa) – Jack, Davey, Les e strilloni
- "Sta’ a vedere" – Katherine
- "Adesso o mai" – Davey, Jack, Les e strilloni
- "Santa Fe" – Jack

Atto II
- "Il re di New York" – Davey, Les, Katherine e strilloni
- "Lettera dall’Istituto" - Gruccia
- "Sta’ a vedere” (Ripresa)– Jack, Davey, Katherine e Les
- "Ci guadagnerò" (Ripresa) – Pulitzer, Seitz e Sindaco
- "Brooklyn c’è" – Tony Lo Squalo e strilloni
- "Credere in un sogno" – Jack e Katherine
- "Ora si può" –  strilloni
- "Finale ultimo"

## Produzioni
- Broadway (2012-2014): Il musical debuttò a Broadway il 29 marzo 2012, con la regia di Jeff Calhoun e un cast composto da Jeremy Jordan (Jack Kelly), John Dossett (Pulitzer) e Kara Lindsay (Katherine).
- Tour statunitense (2014-2015): A Schenectady è partito nell'ottobre 2014 il primo tour americano di Newsies, che tocca oltre venticinque città e dura per circa 43 settimane.
- Milano (2015): Il musical debutta in Italia al Teatro Nazionale di Milano nell'autunno 2015, con Flavio Gismondi nel ruolo di Jack Kelly.